# Hood Billionaire
Hood Billionaire – siódmy studyjny album amerykańskiego rapera Ricka Rossa. Światowa premiera odbyła się 24 listopada 2014 roku. Wydawnictwo ukazało się nakładem wytwórni Maybach Music Group, Def Jam Recordings oraz Slip-N-Slide Records. Producentami wykonawczymi płyty byli Rick Ross, Sean Combs oraz DJ Khaled. Natomiast za produkcję poszczególnych utworów odpowiadali między innymi Timbaland, DJ Toomp, Lex Luger, Big K.R.I.T., czy Cardiak. Rapera wsparli tacy artyści jak: Yo Gotti, Jay-Z, R. Kelly czy Snoop Dogg.
Hood Billionaire był drugim wydawnictwem Ricka Rossa po Mastermind wydanym w roku 2014. Album zadebiutował na 6. miejscu listy sprzedaży Billboard 200, sprzedając się w ilości 74 444 egzemplarzy. W następnym tygodniu sprzedaży, tytuł spadł na pozycję 42., osiągając sprzedaż w wysokości 15 513 sztuk.

## Lista utworów
| Nr  | Tytuł utworu                                     | Autorzy tekstu                                                                                    | Muzyka                   | Długość |
| --- | ------------------------------------------------ | ------------------------------------------------------------------------------------------------- | ------------------------ | ------- |
| 1.  | „Intro”                                          | William Roberts II                                                                                | Eddie 'eMIX' Hernandez   | 2:07    |
| 2.  | „Hood Billionaire”                               | William Roberts II, Lexus Arnel Lewis, Keondrea Williams                                          | Lex Luger, Deedotwill    | 3:57    |
| 3.  | „Coke Like the 80’s”                             | William Roberts II, Shamann Cooke                                                                 | Beat Billionaire         | 4:48    |
| 4.  | „Heavyweight (gości. Whole Slab)”                | William Roberts II, Shamann Cooke                                                                 | Beat Billionaire         | 4:06    |
| 5.  | „Neighborhood Drug Dealer”                       | William Roberts II, Leland Tyler Wayne                                                            | Metro Boomin             | 3:53    |
| 6.  | „Phone Tap”                                      | William Roberts II, Benjamin Diehl, Bob Florence, Al Capps, Dave Pell, Thomas Snuff Garrett       | Ben Billions             | 4:38    |
| 7.  | „Trap Luv (gości. Yo Gotti)”                     | William Roberts II, Mario Mims, Deonte Hayes, Carlton Mays Jr, Donny Hathaway                     | Deonte "MoneyBag$" Hayes | 4:10    |
| 8.  | „Elvis Presley Blvd. (gości. Project Pat)”       | William Roberts II, Aldrin Davis, Patrick Houston, Arthur Ross, Leon Ware                         | DJ Toomp                 | 6:02    |
| 9.  | „Movin’ Bass (gości. Jay-Z)”                     | William Roberts II, Tim Mosley, Jerome Harmon, Shawn Carter, Chris Godbey                         | Timbaland                | 4:23    |
| 10. | „If They Knew (gości. K. Michelle)”              | William Roberts II, Terius Nash, Tim Mosley, Andre Brissett, Chris Godbey, Jonathan Solone-Myvett | Timbaland                | 4:34    |
| 11. | „Quintessential (gości. Snoop Dogg)”             | William Roberts II, Aldrin Davis, Calvin Broadus                                                  | DJ Toomp                 | 3:13    |
| 12. | „Keep Doin’ That (Rich Bitch) (gości. R. Kelly)” | William Roberts II, Robert Kelly, Mack Loggins, Les Baxter, Tyrone Griffin Jr                     | V12 The Hitman           | 4:13    |
| 13. | „Nickel Rock (gości. Lil Boosie)”                | William Roberts II, Torrence Hatch                                                                | Tracy Tyler              | 4:47    |
| 14. | „Burn”                                           | William Roberts II, Shamann Cooke                                                                 | Beat Billionaire         | 5:15    |
| 15. | „Family Ties”                                    | William Roberts II, Carl McCormick, Calvin Price, Bobby Eli, Jeffrey Prusan                       | Cardiak, CritaCal        | 3:42    |
| 16. | „Brimstone (gości. Big K.R.I.T.)”                | William Roberts II, Justin Scott, Mike Hartnett                                                   | Big K.R.I.T.             | 5:56    |
|     |                                                  |                                                                                                   |                          | 1:09:44 |

| Best Buy Deluxe Edition | Best Buy Deluxe Edition            | Best Buy Deluxe Edition | Best Buy Deluxe Edition     | Best Buy Deluxe Edition |
| Nr                      | Tytuł utworu                       | Autorzy tekstu | Muzyka                      | Długość                 |
| ----------------------- | ---------------------------------- | --- | --------------------------- | ----------------------- |
| 1.                      | „Wuzzup”                           | William Roberts II, Isaac Bivens, Nathan Connolly, Gary Lightbody, Tom Simpson, Jonny Quinn, Paul Wilson, Garret "Jacknife" Lee | The Remedy Production Group | 3:38                    |
| 2.                      | „Headache (gości. French Montana)” | William Roberts II, Karim Kharbouch, Vanja "Oneya" Ulepic, Slobodan Veljkovic, Samuel Jacquet, Jamal Rashid, Janet Sewell       | Bassivity                   | 4:51                    |
|                         |                                    | |                             | 8:29                    |